# 吉林师范大学博达学院
吉林师范大学博达学院，是位于中华人民共和国吉林省四平市的一所民办本科独立学院。

## 历史沿革
1999年，四平师范学院博达学院开始筹建。
2000年4月，被吉林省教育委员会正式批准为四平师范学院的二级学院。
2002年3月21日，经教育部批准，四平师范学院更名为吉林师范大学，四平师范学院博达学院更名为吉林师范大学博达学院。
2004年3月，被教育部批准为独立学院。

## 学校领导
| 姓名   | 职务       |
| ------ | ---------- |
| 张勇   | 院长       |
| 王国军 | 执行院长   |
| 周树军 | 党委书记   |
| 肖利   | 副院长     |
| 张宏源 | 副院长     |
| 李莹   | 党委副书记 |